# Stadion BJK İnönü
Stadion BJK İnönü (tur. BJK İnönü Stadı) – nieistniejący już stadion piłkarski, na którym swoje mecze rozgrywał Beşiktaş JK. Był to jedyny na świecie obiekt piłkarski, z którego widać dwa kontynenty: Azję i Europę. Zamknięty od 2013 r. W jego miejscu wybudowano następnie nowy stadion Beşiktaşu. 
8 maja 1993 r. na stadionie odbył się finał Mistrzostw Europy w piłce nożnej do lat 16. Polska wygrała w nim 1ː0 z Włochami.